# Norberto Bobbio
(Norberto Bobbio, Invito al colloquio, in Politica e cultura, Einaudi, Torino 1955, p. 15.)
Norberto Bobbio (Torino, 18 ottobre 1909 – Torino, 9 gennaio 2004) è stato un filosofo, giurista, politologo e storico italiano, senatore a vita dal 1984 alla morte.
Considerato «al tempo stesso il massimo teorico del diritto e il massimo filosofo italiano della politica […] nella seconda metà del Novecento», è «sicuramente quello che ha lasciato il segno più profondo nella cultura filosofico-giuridica e filosofico-politica e che più generazioni di studiosi, anche di formazione assai diversa, hanno considerato come un maestro».

## Biografia

### Fascismo e antifascismo

Bobbio (terzo da sinistra), accanto al fratello Antonio, con i cugini Norberto e Luigi Caviglia, a Rivalta Bormida, nel cortile della vecchia casa di famiglia (estate 1916)

Nacque a Torino il 18 ottobre 1909 da Luigi (medico) e Rosa Caviglia.
Una condizione familiare agiata gli permise un'infanzia serena. Il giovane Norberto scriveva versi, amava Bach e la Traviata, ma sviluppò, a causa di una non ben determinata malattia infantile, «la sensazione della fatica di vivere, di una permanente e invincibile stanchezza» che si aggravò con l'età, traducendosi in un taedium vitae, in un sentimento malinconico che si rivelerà essenziale per la sua maturazione intellettuale.
Studiò prima al ginnasio e poi al liceo classico Massimo d'Azeglio, dove conobbe Leone Ginzburg, Vittorio Foa e Cesare Pavese, poi divenute figure di primo piano della cultura dell'Italia repubblicana. Dal 1928, come molti giovani dell'epoca, fu iscritto al Partito Nazionale Fascista.
La sua giovinezza, come da lui stesso descritto, fu "vissuta tra un convinto fascismo patriottico in famiglia e un altrettanto fermo antifascismo appreso nella scuola, con insegnanti noti antifascisti, come Umberto Cosmo e Zino Zini, e compagni altrettanto intransigenti antifascisti, come Leone Ginzburg e Vittorio Foa".
Allievo di Gioele Solari e Luigi Einaudi, si laureò in giurisprudenza l'11 luglio 1931 con una tesi intitolata Filosofia e dogmatica del Diritto, conseguendo una votazione di 110/110 e lode con dignità di stampa. Nel 1932 seguì un corso estivo all'Università di Marburgo, in Germania, insieme a Renato Treves e Ludovico Geymonat, ove conobbe le teorie di Jaspers e i valori dell'esistenzialismo. L'anno seguente, nel dicembre 1933, conseguì la laurea in filosofia, sotto la guida di Annibale Pastore, con una tesi sulla fenomenologia di Husserl, riportando un voto di 110/110 e lode con dignità di stampa, e nel 1934 ottenne la libera docenza in filosofia del diritto, che gli aprì le porte nel 1935 all'insegnamento, dapprima all'Università di Camerino, poi all'Università di Siena e a quella di Padova (dal 1940 al 1948). Nel 1934 pubblicò il primo libro, L'indirizzo fenomenologico nella filosofia sociale e giuridica.

### L'arresto del 1935 e la lettera a Mussolini
Le sue frequentazioni sgradite al regime gli valsero, il 15 maggio 1935, un primo arresto a Torino, insieme agli amici del gruppo antifascista Giustizia e Libertà; fu quindi costretto, a seguito di una intimazione a presentarsi davanti alla Commissione provinciale della Prefettura per discolparsi, a inoltrare esposto a Benito Mussolini. La chiara reputazione fascista di cui godeva la famiglia gli permise però una piena riabilitazione, tanto che, nell'autunno del 1935 ottenne il suo primo incarico di filosofia del diritto a Camerino. Nel 1938 gli fu dapprima preclusa la partecipazione al concorso a cattedra a causa dell'arresto di tre anni prima, venendo poi riammesso anche grazie all'intervento di Emilio De Bono, amico di famiglia; vinse poi il concorso, la cui commissione era presieduta dal cattolico antifascista Giuseppe Capograssi. Oltre a De Bono, si erano adoperati per la sua riammissione al concorso anche Giovanni Gentile e Gioele Solari.
È in questi anni che Norberto Bobbio delineò parte degli interessi che saranno alla base della sua ricerca e dei suoi studi futuri: la filosofia del diritto, la filosofia contemporanea e gli studi sociali. Nel 1939 iniziò la sua attività clandestina di antifascista. Nel gennaio di quell'anno fu convocato all'Università di Siena per ricoprire la cattedra di filosofia del diritto lasciata libera da Felice Battaglia; iniziò a frequentare Aldo Capitini e Guido Calogero. Nel 1942 prese all'Università di Padova, come ordinario di filosofia del diritto, il posto del professor Giuseppe Capograssi, a sua volta insediatosi nel 1938 nella cattedra del professor Adolfo Ravà, che era stato estromesso perché ebreo. Questo episodio della sua vita è spesso riportato come se Bobbio avesse preso direttamente il posto di Ravà.
Nel 1942 Bobbio affermò davanti alla Società Italiana di Filosofia del Diritto che Capograssi crebbe in «quel rinascimento idealistico del XX secolo, nel nostro campo di studi iniziato, stimolato, e, quel ch'è di più, criticamente fondato da Giorgio Del Vecchio».

### L'adesione al Partito d'Azione
Nel 1942 partecipò al movimento liberalsocialista fondato da Guido Calogero e Aldo Capitini e, nell'ottobre dello stesso anno, aderì al Partito d'Azione clandestino.
Nei primi mesi del 1943 respinse l'invito del ministro Biggini (che poco dopo redasse, su impulso di Mussolini, la costituzione della Repubblica di Salò) a partecipare a una cerimonia presso l'Università di Padova durante la quale si sarebbe dedicata una lampada votiva da collocare al sacrario dei caduti della rivoluzione fascista nel cimitero della città.
Nel 1943 sposò Valeria Cova: dalla loro unione nacquero i figli Luigi, Andrea e Marco. Il 6 dicembre 1943 fu arrestato a Padova per attività clandestina e rimase in carcere per tre mesi. Nel 1944 venne pubblicato il suo saggio La filosofia del decadentismo, nel quale criticò l'esistenzialismo e le correnti irrazionalistiche, rivendicando al contempo le esigenze della ragione illuministica.
Dopo la Liberazione collaborò regolarmente con Giustizia e Libertà, quotidiano torinese del Partito d'Azione, diretto da Franco Venturi. Collaborò all'attività del Centro di studi metodologici con lo scopo di favorire l'incontro tra cultura scientifica e cultura umanistica, e poi con la Società Europea di Cultura.
Nel 1945 pubblicò un'antologia di scritti di Carlo Cattaneo, col titolo Stati uniti d'Italia, premettendovi uno studio, scritto tra la primavera del 1944 e quella del 1945, dove sosteneva che il federalismo come unione di Stati diversi era da considerarsi superato dopo l'avvenuta unificazione nazionale.
Il federalismo a cui pensava Bobbio era quello inteso come "teorica della libertà" con una pluralità di centri di partecipazione che potessero esprimersi in forme di moderna democrazia diretta.

### L'attività accademica
Nel 1948 lasciò l'incarico a Padova e venne chiamato alla cattedra di filosofia del diritto dell'Università di Torino, annoverando corsi di notevole importanza, come Teoria della scienza giuridica (1950), Teoria della norma giuridica (1958), Teoria dell'ordinamento giuridico (1960) e Il positivismo giuridico (1961).
Dal 1962 assunse l'incarico di insegnare scienza politica, che ricoprirà sino al 1971; fu tra i fondatori della odierna facoltà di scienze politiche all'Università di Torino insieme con Alessandro Passerin d'Entrèves, al quale subentrò nella cattedra di filosofia politica nel 1972, mantenendola fino al 1979, anche per l'insegnamento di filosofia del diritto e scienza politica. Dal 1973 al 1976 divenne preside della facoltà, ritenendo, che mentre gli incarichi accademici fossero «onerosi e senza onori», era l'insegnamento l'attività principale della sua vita: «un abito e non solo una professione».
La politica, del resto, divenne via via un tema fondamentale nel suo percorso intellettuale e accademico e, parallelamente alla pubblicazioni di carattere giuridico, aveva avviato un dibattito con gli intellettuali del tempo; nel 1955 aveva scritto Politica e cultura, considerato una delle sue pietre miliari, mentre nel 1969 era uscito il libro Saggi sulla scienza politica in Italia.
Nei venticinque anni accademici all'ombra della Mole Antonelliana, Bobbio svolse anche diversi corsi su Kant, Locke, lavori su Hobbes, Marx, Kelsen, Cattaneo, Hegel, Pareto, Mosca, Gobetti, Gramsci e contribuì con una pluralità di saggi, scritti, articoli e interventi di grande rilievo, che lo portarono, in seguito, a diventare socio dell'Accademia dei Lincei e della British Academy.
Divenuto condirettore con Nicola Abbagnano della Rivista di filosofia a partire dal 1953, fu come questi socio dell'Accademia delle Scienze di Torino, della quale entrò a far parte il 9 marzo dello stesso anno per essere confermato socio nazionale e residente dal 26 aprile 1960. Dal 1967 fu componente del Comitato scientifico della Fondazione Luigi Einaudi di Torino.
Significativa la collaborazione, sul tema pacifista, col filosofo e amico antifascista Aldo Capitini, le cui riflessioni comuni sfociarono nell'opera I problemi della guerra e le vie della pace (1979).

### L'attività politica
Nel 1953 partecipò alla lotta condotta dal movimento di Unità Popolare contro la legge elettorale maggioritaria e nel 1967 alla Costituente del Partito Socialista Unificato. Nel tempo delle contestazioni giovanili, Torino fu la prima città a farsi carico della protesta e Bobbio, fautore del dialogo, non si sottrasse a un difficile confronto con gli studenti, tra i quali il suo stesso primogenito Luigi, che militava all'epoca in Lotta Continua. Nel contempo venne anche incaricato dal Ministero per la Pubblica Istruzione quale membro della Commissione tecnica per la creazione della facoltà di sociologia di Trento.

Guido Calogero e Norberto Bobbio ai "Rencontres internationales de Genève" (settembre 1953)

Nel 1971 Bobbio fu tra i firmatari della lettera aperta a L'Espresso sul caso Pinelli pubblicata sul settimanale L'Espresso. Nel 1998 Norberto Bobbio, in una lettera indirizzata ad Adriano Sofri pubblicata su la Repubblica, ripudiò il tono del linguaggio utilizzato nell'appello, ma senza ritrattarne l'adesione al contenuto di critica sui fatti legati alla strage di piazza Fontana.
Il 14 febbraio 1972, scrivendo a Guido Fassò intorno al problema democratico, Bobbio si sfogò, sostenendo che «questa nostra democrazia è divenuta sempre più un guscio vuoto, o meglio un paravento dietro cui si nasconde un potere sempre più corrotto, sempre più incontrollato, sempre più esorbitante [...] Democrazia di fuori, nella facciata. Ma dietro la tradizionale prepotenza dei potenti che non sono disposti a rinunciare nemmeno a un'oncia del loro potere, e lo mantengono con tutti i mezzi, prima di tutto con la corruzione [...] La democrazia non è soltanto metodo, ma è anche un ideale: è l'ideale egualitario. Dove questo ideale non ispira i governanti di un regime che si proclama democratico, la democrazia è un nome vano. Io non posso separare la democrazia formale da quella sostanziale. Ho il presentimento che dove c'è soltanto la prima un regime democratico non è destinato a durare [...] Sono molto amaro, amico mio. Ma vedo questo nostro sistema politico sfasciarsi a poco a poco [...] a causa delle sue interne, profonde, forse inarrestabili degenerazioni».
A metà degli anni settanta, nel solco di un sempre più vivace impegno civile e alle soglie di uno dei periodi più drammatici in Italia (culminato col rapimento e l'omicidio di Aldo Moro), provocò un vivace dibattito, sia negando l'esistenza di una cultura fascista sia trattando estensivamente sui rapporti tra democrazia e socialismo.
L'8 maggio 1981, alla vigilia dei referendum sull'aborto, rilasciò un'intervista al Corriere della Sera nella quale affermava la sua contrarietà all'interruzione della gravidanza.
Successivamente la sua attenzione si concentrò a favore di una "politica per la pace", con motivati distinguo a sostegno del diritto internazionale in occasione della guerra del Golfo del 1991. In una lettera a Danilo Zolo, facente parte della corrispondenza pubblicata nel volume L'alito della libertà, a cura dello stesso Zolo, scritta il 25 febbraio 1991, Bobbio definì "giusta" questa guerra, non rendendosi conto che quella parola «... poteva essere interpretata in modo diverso da come l'avevo intesa io... come guerra "giustificata" in quanto rispondente a un'aggressione.» Bobbio quindi si lamentò delle polemiche nate al riguardo da parte di "pacifisti da strapazzo". Il fatto che l'ONU, scrisse Bobbio, avesse autorizzato l'intervento in guerra contro l'Iraq, la rendeva "legale", in questo senso, "giusta".
Bobbio però riconobbe che l'ONU fosse stato successivamente, nel corso della guerra, messo da parte e gli "spietati bombardamenti" su Baghdad hanno fatto sì che si possa temere che «...se la pace sarà instaurata con la stessa mancanza di saggezza con cui è stata condotta la guerra, anche questa guerra sarà stata, come tante altre inutile.»

### La nomina a senatore a vita
Nel 1979 fu nominato professore emerito dell'Università di Torino e nel 1984, ai sensi del secondo comma dell'articolo 59 della Costituzione italiana, avendo «illustrato la Patria per altissimi meriti» in campo sociale e scientifico, fu nominato senatore a vita dal Presidente della Repubblica Sandro Pertini. In quanto membro del Senato si iscrisse prima come indipendente nel gruppo socialista, poi dal 1991 al gruppo misto e infine dal 1996 al gruppo parlamentare del Partito Democratico della Sinistra, poi divenuto dei Democratici di Sinistra.

Norberto Bobbio e Natalia Ginzburg a Barolo per festeggiare gli ottant'anni di Vittorio Foa (4 ottobre 1990)

Nel 1994, dopo la stagione di Mani pulite e la cosiddetta fine della Prima Repubblica, venne pubblicato il saggio Destra e sinistra, i cui contenuti provocarono un notevole dibattito culturale, agitando non poco l'humus della politica italiana. Il libro toccò le cinquecentomila copie vendute in pochi mesi e venne ripubblicato l'anno successivo, riveduto e ampliato, con risposte ai critici.
A riconoscimento di un'intera vita lucidamente dedicata alle scienze del diritto, della politica, della filosofia e della società, tra dubbio e metodo, tra ethos e laicità, Bobbio ricevette lauree honoris causa da molte università, tra le quali quelle di Parigi (Nanterre), Buenos Aires, Madrid (tre, in particolare alla Complutense) e Bologna, e vinse il Premio europeo Charles Veillon per la saggistica nel 1981, il Premio Balzan del 1994, e il Premio Agnelli nel 1995.
Nel 1997 pubblicò la sua autobiografia. Nel 2001, alla morte della moglie Valeria, Bobbio iniziò un graduale ritiro dalla vita pubblica, pur rimanendo in attività e curando ulteriori pubblicazioni. Fecero rumore le sue osservazioni critiche sia nei confronti di Silvio Berlusconi sia della partitopenia (ossia mancanza di partiti) e le riflessioni sulla crisi della sinistra e della socialdemocrazia europea. Il 18 ottobre 2003 ricevette il "Sigillo Civico" della sua Torino "per l'impegno politico e il contributo alla riflessione storica e culturale".
Dopo avervi trascorso la maggior parte della vita, Norberto Bobbio morì a Torino il 9 gennaio 2004 a 94 anni. Secondo le sue volontà, alcuni giorni dopo la morte la salma venne tumulata, con una cerimonia civile strettamente privata, nel cimitero di Rivalta Bormida, comune piemontese in provincia di Alessandria.

## Pensiero
Il pensiero di Norberto Bobbio si forma nei primi decenni del Novecento in una temperie filosofica dominata dell'idealismo. Tuttavia, come molti studiosi torinesi, non abbraccia mai questa visione del mondo: dopo un primo accostamento alla fenomenologia, significativamente attestato dalle sue opere sulla filosofia di Husserl, si avvicina al filone neorazionalista e neoempirista fiorito in Europa, specialmente oltralpe in Germania e attorno al Circolo di Vienna.
Negli anni quaranta e cinquanta Bobbio entra in contatto con la filosofia analitica di tradizione anglosassone. Compie studi di analisi del linguaggio, tracciando le prime linee di ricerca della scuola analitica italiana di filosofia del diritto, di cui è ancora oggi riconosciuto figura eminente di riferimento. Al riguardo vanno menzionati perlomeno i due saggi: Scienza del diritto e analisi del linguaggio del 1950 e Essere e dover essere nella scienza giuridica del 1967.
Dedica studi specifici a Hobbes, a Pareto e a molti filosofi e teorici della politica di cui già s'è detto. Vede nell'Illuminismo un modello di rigore e di rifiuto del dogmatismo di cui riprende l'ideale razionalistico, traducendolo anche nell'analisi del sistema democratico e parlamentare. Sino dagli anni cinquanta si occupa di temi quali la guerra e la legittimità del potere, dividendo la sua produzione tra la filosofia giuridica, la storia della filosofia e i temi di attualità politica.
Durante gli ultimi anni del fascismo, Bobbio matura la convinzione della necessità di uno Stato democratico, che sgombri il campo dal pericolo della politica ideologizzata e delle ideologie totalitarie sia di destra sia di sinistra; auspica una gestione laica della politica e un approccio filosofico-culturale a essa, che aiuti a superare la contrapposizione fra capitalismo e comunismo e a promuovere la libertà e la giustizia.
Nel saggio Quale socialismo? (1976), Bobbio critica sia la dialettica marxista sia gli obiettivi dei movimenti rivoluzionari, sostenendo che le conquiste borghesi dovevano estendersi anche alla classe dei proletari. Bobbio ritiene fallimentare solo l'esperienza marxista-leninista, mentre prevede che le istanze di giustizia rivendicate dai marxisti possano, in futuro, riaffiorare nel panorama politico.
Il pensiero di Bobbio diviene così, soprattutto tra gli intellettuali dell'area socialista, un modello esemplare, grazie al suo 'sapere impegnato', certamente «più preoccupato di seminare dubbi che di raccogliere consensi». Egli stesso riprenderà la riflessione su un tema a lui caro, quello del rapporto tra politica e cultura, proponendo, tra le pagine di Mondoperaio, una «autonomia relativa della cultura rispetto alla politica» secondo la quale «la cultura non può né deve essere ridotta integralmente alla sfera del politico».
Nel 1994 esce l'opera Destra e sinistra, nella quale Bobbio focalizza le differenze fra le due ideologie e i due indirizzi politico-sociali; la destra, secondo l'autore, è caratterizzata dalle tendenze alla disuguaglianza, al conservatorismo ed è ispirata da interessi, mentre la sinistra persegue l'uguaglianza, la trasformazione, ed è sospinta da ideali. In quest'opera, Bobbio si esprime anche in favore dei diritti animali.
Nell'opera L'età dei diritti (1990), Bobbio individua i diritti fondamentali che consentono lo sviluppo di una democrazia reale e di una pace giusta e duratura. Una partecipazione collettiva e non coercitiva alle decisioni comunitarie, una contrattazione delle parti, l'allargamento del modello democratico a tutto il mondo, la fratellanza fra gli uomini, il rispetto degli avversari, l'alternanza senza l'ausilio della violenza, una serie di condizioni liberali, vengono indicati da Bobbio come capisaldi di una democrazia, che seppur cattiva, è preferibile a una dittatura.
Per tutta la vita scrittore di numerosissimi articoli, anche tramite interviste, Norberto Bobbio incarna l'ideale della filosofia critica e militante che lo vede protagonista anche del Centro di studi metodologici di Torino e tra i fondatori del Centro studi Piero Gobetti di Torino che conserva la sua biblioteca e il suo archivio.

### Sul ruolo dell'intellettuale
(Norberto Bobbio, Elogio della mitezza, Linea d'ombra edizioni, Milano 1994, p. 8.)
Contrario alla figura dell'intellettuale «Profeta», preferendo il ruolo del «Mediatore» impegnato «nella difficile arte del dialogo» (e ciò è anche testimoniato dal colloquio intrattenuto con i marxisti per un riesame critico del loro «dogmatismo e settarismo» che coinvolse anche Togliatti), il suo atteggiamento teoretico fu segnato da una positiva «ambivalenza» fra una posizione realista e una idealista che non rifuggiva le complessità del discorso, ricorrendo sovente al paradosso. Ciò gli valse, in virtù dell'amore per il dibattito che consideri «il pro e il contro» di ogni questione, la qualifica di filosofo «de la indecisión» (Rafael de Asís Roig), giacché ogni suo «ragionamento su una delle grandi domande [si concludeva] quasi sempre, o esponendo la gamma delle possibili risposte, o ponendo ancora un'altra grande domanda».

## Maestri, amici e allievi
Nell'ultimo libro che raccoglie saggi, scritti e testimonianze su maestri, amici e allievi, Bobbio comincia ricordando i tre maestri Francesco Ruffini, Piero Martinetti e Tommaso Fiore. L'elenco degli amici è lungo e annovera compagni di studio come Antonino Repaci, Renato Treves e Ludovico Geymonat e colleghi come Nicola Abbagnano, Bruno Leoni, Alessandro Passerin d'Entrèves e Giovanni Tarello. Bobbio ricorda poi gli allievi Paolo Farneti, Morris Lorenzo Ghezzi, Amedeo Giovanni Conte, Gianfranco Pasquino, Luigi Ferrajoli, Uberto Scarpelli che, come Bobbio stesso scrive, nel 1972 fu naturaliter suo successore a Torino sulla cattedra di Filosofia del diritto.
Traggono ispirazione dal pensiero di Bobbio le "lezioni Bobbio", svoltesi nel 2004, e la manifestazione "Biennale Democrazia" di Torino.

## Intitolazioni
A Norberto Bobbio è stata intitolata la biblioteca dell'Università di Torino, sita presso il Campus Luigi Einaudi.
Gli sono state inoltre intitolate scuole medie ed istituti di istruzione superiore a Torino, Carignano, Rivalta Bormida, Roma.
A lui è intitolata la biblioteca civica di Rivalta Bormida, paese natale della madre Rosa Caviglia.

## Opere
Per una più completa bibliografia, si rinvia a  Carlo Violi, Bibliografia degli scritti di Norberto Bobbio 1934-1993, Roma-Bari, Laterza, 1995, ISBN 978-88-420-4778-0.
- Norberto Bobbio, L'indirizzo fenomenologico nella filosofia sociale e giuridica, a cura di P. Di Lucia, Torino, Giappichelli, 2018  [1934], ISBN 978-88-921-0936-0.
- Norberto Bobbio, Scienza e tecnica del diritto, Torino, Istituto giuridico della Regia Università, 1934, ISBN non esistente.
- Norberto Bobbio, L'analogia nella logica del diritto, a cura di P. Di Lucia, Milano, Giuffrè, 2006  [1938], ISBN 978-88-14-13218-6.
- Norberto Bobbio, La consuetudine come fatto normativo, introduzione di P. Grossi, Torino, Giappichelli, 2010  [1942], ISBN 978-88-348-1745-2.
- Norberto Bobbio, La filosofia del decadentismo, Torino, Chiantore, 1944, ISBN non esistente.
- Carlo Cattaneo e Norberto Bobbio, Stati Uniti d'Italia. Scritti sul federalismo democratico, prefazione di N. Urbinati, Roma, Donzelli, 2010  [1945], ISBN 978-88-6036-505-7.
- Norberto Bobbio, Teoria della scienza giuridica, Torino, Giappichelli, 1950, ISBN non esistente.
- Norberto Bobbio, Politica e cultura, introduzione e cura di F. Sbarberi, Torino, Einaudi, 2005  [1955], ISBN 978-88-06-17292-3.
- Norberto Bobbio, Studi sulla teoria generale del diritto, Torino, Giappichelli, 1955, ISBN non esistente.
- Norberto Bobbio, Teoria della norma giuridica, Torino, Giappichelli, 1958, ISBN non esistente.
- Norberto Bobbio, Teoria dell'ordinamento giuridico, Torino, Giappichelli, 1960, ISBN non esistente.
  - I corsi di lezione sulla norma e sull'ordinamento giuridico sono stati rifusi in Norberto Bobbio, Teoria generale del diritto, Torino, Giappichelli, 1993, ISBN 88-348-3071-7.
- Norberto Bobbio, Il positivismo giuridico, Lezioni di Filosofia del diritto raccolte dal dott. Nello Morra, Torino, Giappichelli, 1996  [1961], ISBN 88-348-6167-1.
- Norberto Bobbio, Locke e il diritto naturale, introduzione di Gaetano Pecora, Torino, 2017  [1963], ISBN 978-88-921-0945-2.
- Norberto Bobbio, Da Hobbes a Marx. Saggi di storia della filosofia, 2ª ed., Napoli, Morano, 1971  [1964], ISBN non esistente.
- Norberto Bobbio, Italia civile. Ritratti e testimonianze, 2ª ed., Firenze, Passigli, 1986  [1964], ISBN 978-88-368-0315-6.
- Norberto Bobbio, Giusnaturalismo e positivismo giuridico, prefazione di L. Ferrajoli, 4ª ed., Roma-Bari, Laterza, 2018  [1965], ISBN 978-88-420-8668-0.
- Norberto Bobbio, Profilo ideologico del Novecento italiano, in Storia della letteratura italiana, 9 voll., direttori E. Cecchi e N. Sapegno, vol. 9 (Il Novecento), Milano, Garzanti, 1965-69,  pp. 105-200, ISBN non esistente. Ristampato come opera a sé stante, per Einaudi, nel 1986 (ISBN 88-06-59313-7), quindi, nuovamente per Garzanti, nel 1990 (ISBN 88-11-67410-7).
- Norberto Bobbio, Saggi sulla scienza politica in Italia, 2ª ed., Roma-Bari, Laterza, 2005  [1969], ISBN 978-88-420-6387-2.
- Norberto Bobbio, Diritto e Stato nel pensiero di Emanuele Kant, lezioni raccolte dallo studente Gianni Sciorati, 2ª ed., Torino, Giappichelli, 1969  [1957], ISBN non esistente.
- Norberto Bobbio, Studi per una teoria generale del diritto, Torino, Giappichelli, 2012 [1970], ISBN 978-88-348-2591-4
- Norberto Bobbio, Una filosofia militante. Studi su Carlo Cattaneo, Torino, Einaudi, 1971, ISBN non esistente.
- Norberto Bobbio, La teoria delle forme di governo nella storia del pensiero politico, anno accademico 1975-76, Torino, Giappichelli, 1976, ISBN 978-88-348-0525-1.
- Norberto Bobbio, Quale socialismo? Discussione di un'alternativa, prefazione di S. Maffettone, Milano, Società Aperta, 2022  [1977], ISBN 979-12-800-4828-8.
- Norberto Bobbio, Il problema della guerra e le vie della pace, 4ª ed., Bologna, Il Mulino, 2009  [1979], ISBN 978-88-15-13300-7.
- Norberto Bobbio, Studi hegeliani. Diritto, società civile, Stato, Milano-Udine, Mimesis, 2022  [1981], ISBN 978-88-575-8898-8.
- Norberto Bobbio, Le ideologie e il potere in crisi. Pluralismo, democrazia, socialismo, comunismo, terza via e terza forza, Firenze, Le Monnier, 1981, ISBN 88-00-84034-5.
- Norberto Bobbio, Il futuro della democrazia. Una difesa delle regole del gioco, Torino, Einaudi, 1984, ISBN 88-06-57547-3.
- Norberto Bobbio, Maestri e compagni, 3ª ed., Firenze, Passigli, 1994  [1984], ISBN 88-368-0309-1.
- Norberto Bobbio, Stato, governo, società. Per una teoria generale della politica, Torino, Einaudi, 2006 [1985], ISBN 88-06-58818-4
- Norberto Bobbio, Il terzo assente. Saggi e discorsi sulla pace e sulla guerra, 2ª ed., Casale Monferrato, Sonda, 2013  [1989], ISBN 978-88-7106-007-1.
- Norberto Bobbio, Thomas Hobbes, Torino, Einaudi, 2004  [1989], ISBN 978-88-06-16968-8.
- Norberto Bobbio, Saggi su Gramsci, Collana Campi del sapere, Milano, Feltrinelli, 1990, ISBN 978-88-07-10135-9.
- Norberto Bobbio, L'età dei diritti, Torino, Einaudi, 2014  [1990], ISBN 978-88-06-22343-4.
- Norberto Bobbio, Il dubbio e la scelta. Intellettuali e potere nella società contemporanea, Roma, Carocci, 2001  [1993], ISBN 88-430-1838-8.
- Norberto Bobbio, Contributi ad un dizionario giuridico, Torino, Giappichelli, 1994, ISBN 978-88-348-4018-4
- Norberto Bobbio, Elogio della mitezza e altri scritti morali, Milano, Il Saggiatore, 2014  [1994], ISBN 978-88-428-1882-3.
- Norberto Bobbio, Destra e sinistra. Ragioni e significati di una distinzione politica, edizione del ventennale con una introduzione di M.L. Salvadori e due commenti vent'anni dopo di D. Cohn-Bendit e di M. Renzi, Roma, Donzelli, 2014  [1994], ISBN 978-88-6843-262-1.
- Norberto Bobbio, Tra due repubbliche. Alle origini della democrazia italiana, con una nota storica di T. Greco, Roma, Donzelli, 1996, ISBN 978-88-7989-211-7.
- Norberto Bobbio, Eguaglianza e libertà, Torino, Einuadi, 2009  [1995], ISBN 978-88-06-19868-8.
- Norberto Bobbio, De senectute e altri scritti autobiografici, a cura di P. Polito, prefazione di G. Zagrebelsky, Torino, Einaudi, 2006  [1996], ISBN 978-88-06-18493-3.
- Norberto Bobbio, Né con Marx né contro Marx, a cura di C. Violi, Roma, Editori Riuniti, 2016  [1997], ISBN 978-88-6473-197-1.
- Norberto Bobbio, Autobiografia, a cura di A. Papuzzi, 3ª ed., Roma-Bari, Laterza, 2014  [1997], ISBN 978-88-420-5752-9.
- Norberto Bobbio, Teoria generale della politica, a cura di M. Bovero, Torino, Einaudi, 2009  [1999], ISBN 978-88-06-19985-2.
- Norberto Bobbio, Perché non ho firmato il «Manifesto laico», in Enzo Marzo e Corrado Ocone (a cura di), Manifesto laico, Roma-Bari, Laterza, 1999, ISBN 978-88-420-5925-7.
- Norberto Bobbio, Trent'anni di storia della cultura a Torino (1920-1950), introduzione di A. Papuzzi, Torino, Einaudi, 2002  [1977], ISBN 88-06-16250-0.
- Norberto Bobbio e Maurizio Viroli, Dialogo intorno alla repubblica, Roma-Bari, Laterza, 2003  [2001], ISBN 978-88-420-6953-9.
- Norberto Bobbio, Liberalismo e Democrazia, introduzione di F. Manni, Milano, Simonelli, 2006  [1985], ISBN 978-88-9320-148-3.
- Norberto Bobbio, Contro i nuovi dispotismi. Scritti sul berlusconismo, premessa di E. Marzo, postfazione di F. Sbarberi, Bari, Dedalo, 2008, ISBN 978-88-220-5508-8.
- Norberto Bobbio, Etica e politica. Scritti di impegno civile, progetto editoriale e saggio introduttivo di M. Revelli, Mondadori, 2013  [2009], ISBN 978-88-04-63388-4.
- Norberto Bobbio, Mutamento politico e rivoluzione. Lezioni di filosofia politica, Prefazione di Michelangelo Bovero. A cura di Laura Coragliotto, Luigina Merlo Pich, Edoardo Bellando, Collana Saggi. Storia e scienze sociali, Roma, Donzelli, 2021, ISBN 978-88-552-2237-2.